# Melinaea parallelis
Melinaea parallelis är en fjärilsart som beskrevs av Butler 1873. Melinaea parallelis ingår i släktet Melinaea och familjen praktfjärilar. Inga underarter finns listade i Catalogue of Life.